# KANAMEL
KANAMEL株式会社（カナメル、英: KANAMEL Inc.）は、広告制作プロダクション大手のAOI Pro.やTYOなどを傘下に持つ日本の持株会社。カーライル・グループの連結子会社、日本テレビホールディングスの持分法適用会社。日本経済団体連合会会員。

## 概要

### 持株会社の設立
2016年7月、共にテレビCM制作業界大手のAOI Pro.とティー・ワイ・オー（TYO）は、共同株式移転方式を採用した経営統合を実施することで合意。
2017年1月に共同持株会社として「AOI TYO Holdings株式会社（英: AOI TYO Holdings Inc.）」設立。中長期的な戦略立案や経営資源の配分は当社を通じて行うとしているが、コア事業のテレビCM制作などでは、両子会社の営業上の独自性・独立性を尊重・維持し、両ブランドの競合関係は従来通り維持するとしている。

### グループの再編
2020年8月24日に策定した、2021年度から2025年度の5年間を対象とするグループ中期経営計画に則り、事業構成を従来の広告映像制作を中心としたものから、「コンテンツプロデュース事業」、「コミュニケーションデザイン事業」の2事業体制へ転換することにより、各事業における取り組みの明確化を図る。
コンテンツプロデュース事業
ポストプロダクション事業を行う子会社を1社に集約する。
1. 2021年1月4日を効力発生日として、株式会社デジタル・ガーデンを存続会社、株式会社メディア・ガーデンおよび株式会社TTRを消滅会社とする合併を実施。
2. １と同時に存続会社は、株式会社 TREE Digital Studio へ商号変更。

コミュニケーションデザイン事業
ソリューション提供を手掛ける子会社と、PR・イベントなどを手掛ける子会社を1社に集約する。
1. 2021年1月4日を効力発生日として、株式会社ティー・ワイ・オー（旧TYO）を分割会社、株式会社TYO（新TYO）を承継会社とする会社分割を実施。分割後、株式会社ティー・ワイ・オーは株式会社xpdへ商号変更。株式会社TYOはAOI TYO Holdingsの直接子会社となる。
2. １と同時に、旧TYOを存続会社、株式会社 Quark tokyo、株式会社ゼオ、株式会社 TYO デジタル・ワークス、および株式会社 TYO パブリック・リレーションズを消滅会社とする吸収合併を実施。

## 沿革
- 2017年
  - 1月4日 - AOI Pro.及びティー・ワイ・オーの経営統合に伴い、共同株式移転により共同持株会社として「AOI TYO Holdings株式会社」を設立し両社を完全子会社化[4][7][8]。東京証券取引所第一部に上場。取締役会の任意諮問機関として「指名・報酬委員会」を設置[9]。
  - 10月25日 - 連結子会社のAOI Pro. ASIA PTE. LTD.（シンガポール）が、ベトナムの大手テレビCM製作会社VIEWFINDER MEDIA JOINT STOCK COMPANYを、同社持株会社も含め株式を取得し子会社化[10][11]。
  - 11月30日 - ティー・ワイ・オーが、同社子会社のTYO アニメーションズ[注釈 6]及びリアル・ティの全株式をメモリーテック・グループに譲渡し、連結対象から除外[12]。
  - 12月31日 - AOI Pro.が、同社子会社のビジネス・アーキテクツの株式の一部を同社代表取締役社長の大日健（当時）に譲渡し連結対象から除外[13]。
- 2018年
  - 1月1日 - 連結子会社のメディア・ガーデンが、会社分割により同じく連結子会社のTYOテクニカルランチから照明機材のレンタル部門「SOL」の事業を譲受[14]。
  - 2月1日 - AOI Pro.が、アルティテュード・インキュベーションとの合弁会社として、SOOTH株式会社を設立[15]。
  - 3月20日 - AOI Pro. ASIA PTE. LTD.が、マレーシア大手テレビCM制作会社RESERVE TANK SDN. BHD.の株式を取得し子会社化[16]。
  - 4月18日 - AOI Pro.が、同社ベトナム子会社のAOI Systems Vietnam Co., Ltd.の全出資持分をrakumoに譲渡し、連結対象から除外[17]。
- 2019年
  - 4月1日 - AOI Pro.が、同社子会社の株式会社ホリーホックの全株式をDNPフォトイメージングジャパンに譲渡し、連結対象から除外[18]。
  - 5月15日 - 孫会社の凱立広告（上海）有限公司（中国・上海市）[注釈 7]が、マレーシアの広告会社 ISC INNOVATORS SDN. BHD. の事業を引き継ぎ新設されたK&L ISC (SOUTHEAST ASIA) SDN. BHD. の株式75％を取得し、子会社化[19]。
- 2020年
  - 1月1日 - AOI Pro.が、同社子会社の株式会社ワサビを吸収合併[20]。
  - 3月26日 - 代表取締役会長兼CEOの吉田博昭の任期満了による退任（名誉会長就任）に伴い、代表取締役社長兼COOである中江康人がCEOに就任し、常務取締役の上窪弘晃が代表取締役副社長兼COOに就任（昇格）[21]。
- 2021年
  - 1月4日 - グループ再編を実施（詳細は「グループの再編」を参照）。
  - 7月12日 - カーライル・グループ傘下のスタジオ・クルーズが、マネジメント・バイアウトの一環として株式公開買付けを実施し、議決権所有割合ベースで83.01%の株式を取得[22]。
  - 9月28日 - 東京証券取引所上場廃止[23]。
  - 9月30日 - 株式併合により株主がスタジオ・クルーズのみとなる[24]。
- 2022年
  - 1月11日 - スタジオ・クルーズが「AOI TYO Holdings株式会社」へ社名変更し[25]、AOI TYO Holdingsを逆さ合併[26]。
  - 5月9日 - フィールドマネージメントがAOI TYO Holdingsに参画[27]。
- 2023年1月1日 - フィールドマネージメントとxpdのブランドを統合し、「株式会社FIELD MANAGEMENT STRATEGY（旧：フィールドマネージメント）」と「株式会社FIELD MANAGEMENT EXPAND（旧：xpd）」の2社へ名称を変更[28]。
- 2024年4月1日 - 「KANAMEL株式会社」へ社名変更[29]。
- 2025年4月30日 - 日本テレビホールディングスと資本業務提携を締結。議決権の22%を取得し同社の持分法適用会社となる[30]。

## グループ会社

### コンテンツプロデュース事業
- 株式会社AOI Pro.
- 株式会社TYO
- 株式会社TREE Digital Studio
- 株式会社シースリーフィルム
- 株式会社ティー・ケー・オー
- タグピク株式会社
- Directors Think Tank Sdn. Bhd.
- Over The Moon
- VIEWFINDER MEDIA JOINT STOCK COMPANY
- Ampersand Inc.

### コミュニケーションデザイン事業
- 株式会社FIELD MANAGEMENT STRATEGY
- 株式会社FIELD MANAGEMENT EXPAND
- 株式会社ケー・アンド・エル
- 株式会社祭
- Rabbit’s Tale Co., Ltd. (Rabbit Digital Group Co., Ltd.
- 株式会社フィールドマネージメント・ヒューマンリソース

## 役員
2023年8月現在。
代表取締役
- 中江康人（グループCEO）
- 上窪弘晃（グループCOO）

取締役
- 譲原理（グループCFO）
- 富岡隆臣（非常勤）
- 鷹野志穂（非常勤）
- 小倉淳平（非常勤・監査等委員）
- 鈴木雄一朗（非常勤・監査等委員）
- 由良匠（非常勤・監査等委員）

執行役員
- 潮田一
- 早船浩
- 足立晋一
- 中村健太郎
- 安田浩之
- 松尾一平
- 和田こいそ
- 川森貴樹
- 吉田恵子